# Trachea melanospila
Trachea melanospila är en fjärilsart som beskrevs av Vincenz Kollar 1844. Trachea melanospila ingår i släktet Trachea och familjen nattflyn. Inga underarter finns listade i Catalogue of Life.